# Cristian Tănase
Cristian Tănase (Pitești, 18 febbraio 1987) è un ex calciatore rumeno, di ruolo centrocampista.

## Palmarès

### Club
- Coppa di Romania: 2

Steaua Bucarest: 2010-2011, 2014-2015
- Campionato rumeno: 3

Steaua Bucarest: 2012-2013, 2013-2014, 2014-2015
- Supercoppa di Romania: 1

Steaua Bucarest: 2013
- Cupa Ligii: 1

Steaua Bucarest: 2014-2015